# The Headless Ritual
The Headless Ritual är det amerikanska death metal-bandet Autopsys sjätte studioalbum, släppt 2013 av skivbolaget Peaceville Records. Låttexterna belyser bland annat tortyr, sexuell förnedring, koprofili och nekrofili.

## Låtlista
1. "Slaughter at Beast House" – 6:33
2. "Mangled Far Below" – 3:37
3. "She Is a Funeral" – 7:32
4. "Coffin Crawlers" – 4:32
5. "When Hammer Meets Bone" – 4:23
6. "Thorns and Ashes" – 1:45
7. "Arch Cadaver" – 4:22
8. "Flesh Turns to Dust" – 3:27
9. "Running from the Goathead" – 4:29
10. "The Headless Ritual" (instrumental) – 2:24

- Text: Chris Reifert (spår 1–8), Eric Cutler (spår 9)
- Musik: Chris Reifert (spår 3, 5, 6, 8), Eric Cutler (spår 1, 8–10), Danny Coralles (spår 4, 7), Joe Trevisano (spår 2)

## Medverkande
Musiker (Autopsy-medlemmar)
- Chris Reifert – sång, trummor
- Danny Coralles – gitarr
- Eric Cutler – gitarr, sång
- Joe Allen (Joe Trevisano) – basgitarr

Bidragande musiker
- Rakhel "The Sheep" Hartz-Alvarez – vokal

Produktion
- Adam Munoz – producent, ljudtekniker, ljudmix
- Autopsy – producent
- Joe Petagno – omslagsdesign
- Gary Ronaldson – omslagskonst
- Courtney McCutcheon – foto